# 레너드 로버츠
레너드 로버츠(Leonard Roberts, 1972년 11월 17일 ~ )는 미국의 배우이다.

## 출연 작품
- 픽스드 (2017)
- 사랑만 있으면 되나요? (2016)
- 마이 페이버릿 파이브 (2015)
- 언럭키맨 (2015)
- 아메리칸 스나이퍼 (2014)
- 크리미널 마인드 6 (2010)
- 캐슬 1 (2009)
- 붉은 모래 (2009)
- 더 라스트 아담 (2006)
- 히어로즈 (2006)
- 드럼라인 (2002)
- 스몰빌 (2001)
- 히 갓 게임 (1998)
- 러브 존스 (1997)
- 후드럼 (1997)
- 뱀파이어 해결사 (1997)